# Christoph Bläsi

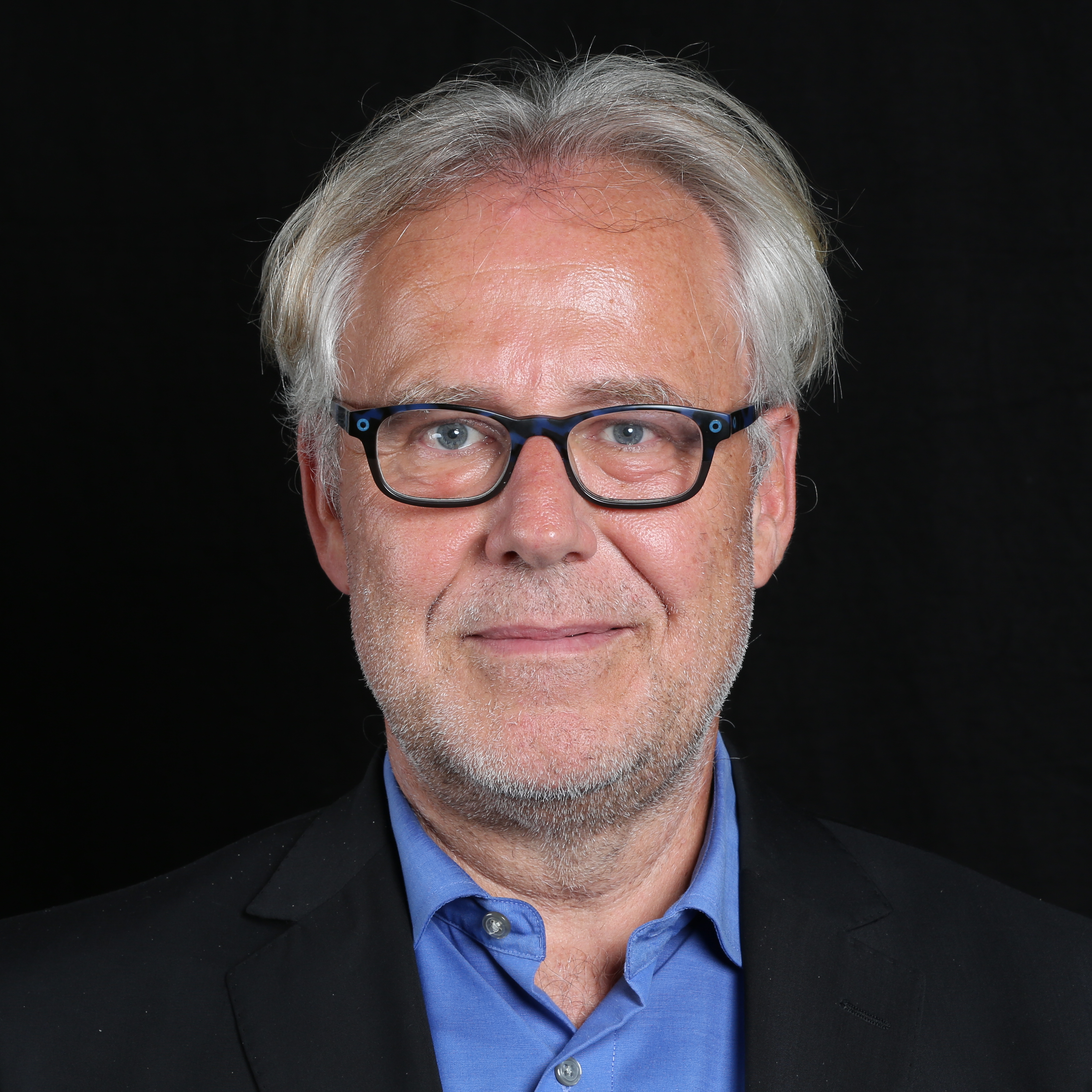
Christoph Bläsi (2017)

Christoph Bläsi (* 17. Februar 1960) ist ein deutscher Buchwissenschaftler.

## Laufbahn
Bläsi absolvierte von 1979 bis 1981 eine Ausbildung zum Programmierer und Systemanalytiker. Von 1982 bis 1989 studierte er an der Albert-Ludwigs-Universität Freiburg (Mathematik mit Schwerpunkt Informatik, Germanistik sowie Sprachwissenschaft), dazwischen absolvierte er 1985/86 und 1987/88 je ein Auslandsstudium an der University of Sussex im Bereich Computerlinguistik, Künstliche Intelligenz. Von 1989 bis 1992 war er wissenschaftlicher Angestellter am Lehrstuhl für Computerlinguistik an der Universität Heidelberg, dazwischen hatte Bläsi 1991 einen Forschungsaufenthalt am Istituto di Linguistica Computazionale in Pisa. 
Danach arbeitete Bläsi in den Bereichen digitales Publizieren und Informationsmanagement für Unternehmen wie BI-Brockhaus (1992–1998), C. H. Beck (1998–1999) und Vogel Auto Medien bzw. Vogel Business Medien (1999–2004).
1999 wurde Bläsi bei Herbert Ernst Wiegand und Thorsten Roelcke promoviert (Dr. phil. in Heidelberg). Von 2004 bis 2009 war er Professor für Buchwissenschaft an der Universität Erlangen-Nürnberg. Seit 2009 ist er Professor für Buchwissenschaft an der Universität Mainz.
Seine Forschungsschwerpunkte sind Schulbücher und Bildungsmedien, Theorien und Methoden der Publishing Studies, Kochbücher, vor allem das „Fremde“ in Kochbüchern und künstliche Intelligenz-Anwendungen in der Verlagsbranche.